# Чурманка
Чурманка — река в России, протекает по территории Байкаловского района Свердловской области.

## География и гидрология
Устье реки находится между деревень Малая Койнова и Воинкова, в 40 км по левому берегу реки Иленки, длина Чурманки составляет 11 км.
От истока к устью река протекает рядом с населёнными пунктами: Чурманское, Потапова, Боталова.

## Данные водного реестра
По данным государственного водного реестра России относится к Иртышскому бассейновому округу, водохозяйственный участок реки — Ница от слияния рек Реж и Нейва и до устья, речной подбассейн реки — Тобол. Речной бассейн реки — Иртыш.
Код объекта в государственном водном реестре — 14010501912111200007378.